# Flata rubra
Flata rubra är en insektsart som beskrevs av Xavier Montrouzier 1855. Flata rubra ingår i släktet Flata och familjen Flatidae. Inga underarter finns listade i Catalogue of Life.